# Коппель-Эльфельд, Франц
Франц Коппель-Эльфельд (нем. Franz Koppel-Ellfeld; 1838 —) — немецкий писатель.
Профессор в Дрезденском политехническом училище.

## Сочинения
- «Cervantes auf der Fahrt» (Штутгарт, 1865);
- «Zwei Brüder in Jesu» (там же, 1867);
- «Weltgeschichtliche Flugschriften» (Дрезд., 1875);
- трагедии «Das Ende des Schill» и «Spartacus»;
- комедии: «Welcher Meyer?», «Ein Don-Juan-Examen»;
- драмы: «Hans im Glück», «Albrecht der Beherzte»;
- водевили: «Auf Kohlen», «Der alte Adam», «Die spanische Wand» и др.